# أليكس تريبيك
أليكس تريبيك (22 يوليو 1940 - 8 نوفمبر 2020)، هو صحفي ومعلق رياضي ومقدم تلفزيوني وممثل كندي أمريكي. من الجوائز التي نالها جائزة إيمي داي تايم ‏ وجائزة إيمي داي تايم للمضيف المميز لبرنامج ألعاب ‏.

## أعمال

### مسلسلات
- المحك
- كيف قابلت أمكما

## جوائز
- جائزة إيمي داي تايم [الإنجليزية]‏
- جائزة إيمي داي تايم للمضيف المميز لبرنامج ألعاب [الإنجليزية]‏

## وصلات خارجية
- أليكس تريبيك على موقع قاعدة بيانات المصارعة على الإنترنت (الإنجليزية)
- أليكس تريبيك على موقع قاعدة بيانات المصارعة على الإنترنت (الإنجليزية)
- أليكس تريبيك على موقع IMDb (الإنجليزية)
- أليكس تريبيك على موقع ميتاكريتيك (الإنجليزية)
- أليكس تريبيك على موقع الموسوعة البريطانية (الإنجليزية)
- أليكس تريبيك على موقع روتن توميتوز (الإنجليزية)
- أليكس تريبيك على موقع قاعدة بيانات الأفلام العربية
- أليكس تريبيك على موقع ألو سيني (الفرنسية)
- أليكس تريبيك على موقع ميوزك برينز (الإنجليزية)
- أليكس تريبيك على موقع تيرنر كلاسيك موفيز (الإنجليزية)
- أليكس تريبيك على موقع أول موفي (الإنجليزية)
- أليكس تريبيك على موقع قاعدة بيانات الأفلام السويدية (السويدية)